# Arakawa (flod)

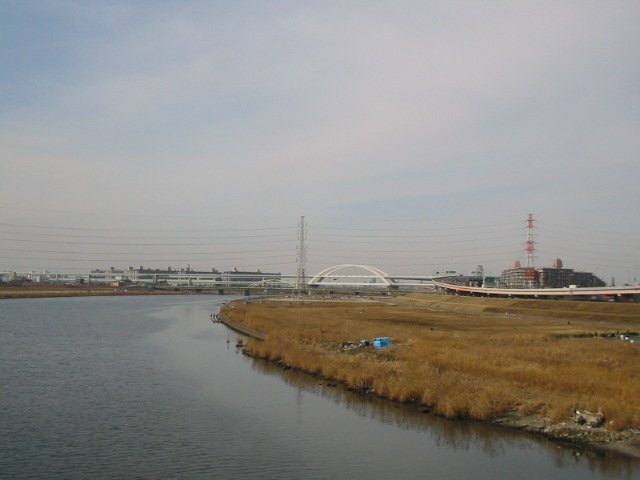
Arakawa.

Arakawa (japanska: 荒川?, Arakawa) är en flod i Kantoregionen i östra Japan. Det är en av de stora floder som flyter genom Tokyo och mynnar ut i Tokyobukten.
Arakawa är omkring 174 kilometer lång och tar sin början vid bergen Kobushi i Saitama prefektur. Som bredast är floden omkring 2,5 kilometer från strand till strand. I Tokyotrakten delar Arakawa upp sig i Sumidafloden och egentliga Arakawafloden.
Floden har gett namn åt bland annat Tokyokommunen Arakawa och byn Arakawa i Saitama. Namnet betyder ungefär "häftiga floden". En annan, mindre flod med samma namn finns i Niigata prefektur.